# Parasistolia
La parasistolia è una aritmia cardiaca, che si manifesta nel nodo seno-atriale, nell'atrio, nel ventricolo e nel nodo AV.

## Caratteristiche
- Intervalli fra gli accoppiamenti variabili fra i battiti ectopici e quello dominante
- Presenza di impulso sistolico

## Eziologia
La causa scatenante rimane sconosciuta, anche se si sono fatte molte teorie in proposito, la più accreditata rimane dalla regolare scarica di un qualche focolaio che agisce autonomamente ed indipendente e protetto dalla scarica del ritmo dominante nell'individuo, rimane dunque una scarica alternativa a quella normale.

### Esami
Tutte le caratteristiche vengono dedotte osservando l'elettrocardiogramma.